# Diprotón
El diprotón (o helio-2, con el símbolo 2He) es un hipotético tipo de núcleo de helio consistente en dos protones y sin neutrones. Los diprotones no son estables, ya que el principio de exclusión de Pauli, fuerza a que los dos protones para ser estables tuvieran espines antiparalelos, lo cual da una energía de ligadura más grande que cero. Por eso, el diprotón decae muy rápidamente a un núcleo de deuterio mediante desintegración beta, mediante un proceso de interacción nuclear débil que se produce con mucha mayor probabilidad que la interacción nuclear fuerte que trata de unirlos, mediante el intercambio de un pion neutro.

## Catástrofe diprotónica
Se ha especulado que si la intensidad de la fuerza nuclear fuerte hubiese sido sólo un 2% superior a la que es, todos los protones se hubiesen unido de dos en dos formando diprotones estables. Esta situación se ha venido a llamar la catástrofe diprotónica, ya que el comportamiento de la materia hubiese sido radicalmente diferente en un Universo así.